# Rote-Punkt-Aktion

Logo der Aktion

Roter-Punkt-Aktion oder Aktion Roter Punkt, auch Rote-Punkt-Aktion, nannten sich eine Reihe von Protestaktionen in vielen Städten der Bundesrepublik, vorwiegend in den Jahren 1968 bis 1971, bei denen gegen Fahrpreiserhöhungen im öffentlichen Nahverkehr demonstriert wurde. Die wohl bekanntesten und folgenreichsten Aktionen fanden im Juni 1969 in Hannover und im März 1971 in Dortmund statt. Mitinitiator war der deutsche Satiriker Dietrich Kittner.

## Aktionsorte
Rote-Punkt-Aktionen fanden insbesondere in den Städten Bremen, Buxtehude, Darmstadt, Dortmund, Duisburg, Essen, Esslingen am Neckar, Flensburg, Gelsenkirchen, Hannover, Heidelberg, Herford, Leverkusen, Mannheim, Marburg, Minden, Oldenburg, Schweinfurt, Stuttgart und Wuppertal statt.

## Zielsetzung und praktischer Ablauf
Ausgangspunkt waren Fahrpreiserhöhungen um teilweise bis zu 33 Prozent. In erster Linie riefen Studenten, Schüler, Gewerkschaften und in Verbänden und Parteien organisierte Jugendliche zu Protesten und Demonstrationen auf. Zusammen mit Mitbürgern blockierten sie Busse und Straßenbahnen und sorgten gleichzeitig mit Hilfe der Aktion Roter Punkt für einen alternativen, weitgehend selbstorganisierten öffentlichen Nahverkehr, um so die Rücknahme der Fahrpreiserhöhung zu erreichen.
Das Logo der Aktion war der Rote Punkt, der als Aufkleber auf Windschutzscheiben von Privatautos, die den alternativen Verkehr ermöglichten, aber auch auf Plakaten und Transparenten, zu sehen war. Organisiert wurden die Protestaktionen in der Regel von Aktionskomitees Roter Punkt.

### Praktischer Ablauf
Der praktische Ablauf von Rote-Punkt-Aktionen sei anhand von Auszügen aus Flugblättern in Dortmund und Bochum skizziert:
- Wir geben den Roten Punkt an Autofahrer, die mit uns Solidarität üben.
- Wir üben praktische Demokratie, indem die Meinung der Betroffenen, der Straßenbahnbenutzer, laut wird.
- Wir fahren ohne Bezahlung mit Bus und Straßenbahn. In Gruppen. Und sagen den Fahrgästen, warum dieser Protest notwendig ist.
- Wir diskutieren mit den verantwortlichen Politikern.
- Bitte bringen Sie den Roten Punkt gut sichtbar in ihrem Auto an, als Zeichen dafür, daß Sie bereit sind, Fahrgäste mitzunehmen!

Wie sieht ein Autobahnhof aus?
- 30–50 m vor dem Autobahnhof ein Schild: „Autofahrer, die mitnehmen wollen, bitte rechts ran!“ (2–3 Helfer).
- Auf den Verkehrsinseln die Fahrtziele der Autofahrer sammeln und an die Megaphon-Sprecher weitergeben (5 Helfer).
- Fahrtziele der Passanten sammeln (5 Mann).
- Auf jeden Fall Stockungen vermeiden! Eine Fahrspur freilassen.

## Aktion Roter Punkt in Hannover 1969
Die „Aktion Roter Punkt“ im Juni 1969 in Hannover machte bundesweit Schlagzeilen. Initiiert war sie von Studenten- und Schülerorganisationen (wie dem AStA der Technischen Universität) sowie linken Gruppen aus der APO. Später beteiligten sich große Bevölkerungsteile an der Aktion, zeitweise soll die Hälfte der Pkw einen roten Punkt geführt haben. Die Aktion richtete sich gegen die Fahrpreiserhöhungen der örtlichen Verkehrsbetriebe Üstra. Sie wurden am 1. Juni 1969 von 50 auf 66,67 Pfennig (+33 %) für die am meisten genutzte Sammelfahrkarte erhöht.
Zu einer ersten Demonstration kam es am 7. Juni mit rund 300 Beteiligten vor dem Neuen Rathaus, bei der der Straßenbahnverkehr lediglich behindert wurde. Zwei Tage später am 9. Juni wurde eine weitere Demonstration gegen die Fahrpreiserhöhungen vor dem Opernhaus durchgeführt, an der bereits etwa 1000 Menschen teilnahmen. Gleichzeitig wurden Straßenbahngleise an den wichtigsten Punkten der Innenstadt blockiert, und der Straßenbahnverkehr musste zeitweise eingestellt werden. Die Demonstranten malten erste rote Punkte per Hand auf Zettel, der AStA der TU druckte in hoher Auflage ein Flugblatt mit dem 'Roten Punkt' und weitete so eine bereits existierende 'studentische Mitfahrgelegenheit' in eine allgemeine Selbsthilfeaktion der Hannoveraner aus, um die Mobilität der Bürger trotz der Blockade zu wahren. Am 10. Juni kam es zu einer weiteren Demonstration mit 2000 Teilnehmern und Gleisblockaden. Diese konnten auch durch den Einsatz von fünf Hundertschaften der Polizei nicht beseitigt werden. Nach diesen anfänglichen Protesten und Versuchen der Polizei, Straßenbahn- und Busblockaden zu verhindern, gab es schon nach wenigen Tagen eine breite Solidarisierung der Einwohner von Hannover, der sich unter anderem Betriebsräte, Gewerkschaften und Parteien anschlossen. Selbst die Stadtverwaltung verteilte 50.000 rote Punkte, und die lokalen Tageszeitungen druckten sie zum Ausschneiden ab.
Am 11. Juni demonstrierten und blockierten bereits 5000 Menschen. Die Proteste verliefen friedlich, aber durch einzelne Demonstranten kam es zu Beschädigungen an Straßenbahnwagen, Entwerterautomaten und am Sitz des Verkehrsunternehmens. Auch Gleise und Weichen wurden mit Beton zugegossen.
Aufgrund der Demonstrationen und Blockaden fuhren vom 12. bis zum 19. Juni 1969 keine Straßenbahnzüge und Stadtbusse in Hannover. Trotz der Blockade des öffentlichen Nahverkehrs gab es kein Verkehrschaos: Die von vielen freiwilligen Mithelfern getragene Aktion „Roter Punkt“ regelte komplett und reibungslos den innerstädtischen Verkehr, indem sie Bus- und Straßenbahnhaltestellen als Aufnahmepunkte für „Rote-Punkt-Mitfahrer“ nutzte. Zahlreiche Flugblätter und Radioberichte des NDR informierten die Hannoveraner über die Absichten der Demonstranten und deren Reaktionen auf erste Angebote der Stadt.
Am 18. Juni wurde die Aktion Roter Punkt seitens der Demonstranten in Hannover für beendet erklärt, nachdem die Ziele erreicht waren: Durch einen Ratsbeschluss der Stadt wurde ein drastisch reduzierter Einheitsfahrpreis von 50 Pfennig pro Fahrt eingeführt. Hinzu kam ein Beschluss zur Kommunalisierung des bis dahin privaten Verkehrsunternehmens ÜSTRA. Solche Überlegungen hatte es in der Stadtverwaltung bereits vor den Aktionen gegeben, die Ideen waren aber nicht umgesetzt worden. Am 20. Juni konnte die ÜSTRA den Bus- und Straßenbahnbetrieb ungehindert wiederaufnehmen, 2000 bereitstehende Polizisten der Niedersächsischen Bereitschaftspolizei brauchten nicht einzugreifen.
Nach der Protestaktion wurde zum 4. März 1970 der Großraum-Verkehr Hannover (GVH) gegründet, ein Verkehrsverbund mit einem zunächst einheitlichen, später gestuften Tarifsystem in der heutigen Region Hannover. Im selben Jahr übernahm der Großraumverbund (Vorläufer der heutigen Region Hannover) die Aktienmehrheit an der ÜSTRA AG von der PreussenElektra. Als Holding der kommunalen Unternehmen Stadtwerke und ÜSTRA wurde die Versorgungs- und Verkehrsgesellschaft Hannover mbH (VVG) gegründet. 2009 präsentierte die ÜSTRA in ihrem Kundencenter eine Ausstellung, die die Geschehnisse vor 40 Jahren zum Inhalt hatte.

## Aktion Roter Punkt in Dortmund 1971
Obwohl die Deutsche Kommunistische Partei (DKP) ebenso wie die Jungsozialisten und maoistische Gruppierungen bereits seit Januar 1971 Unmut über eine bevorstehende Fahrpreiserhöhung in der von der SPD regierten Stadt geäußert hatten, war der eigentliche Beginn der Dortmunder Rote-Punkt-Aktion eine von der Christlichen Arbeiterjugend (CAJ) und der Jungen Union angemeldete Demonstration am 1. März 1971, zu der zunächst nur etwa 100 Teilnehmer kamen. Auf dieser Demonstration entstand spontan die Idee, kurzfristig Straßenbahngleise zu blockieren. Da die Polizeikräfte davon völlig überrascht waren und andererseits zahlreiche (vorwiegend jugendliche) Passanten diese Aktion unterstützten, kam der innerstädtische Straßenbahnverkehr völlig zum Erliegen. Mitglieder der Sozialistischen Deutschen Arbeiter Jugend (SDAJ), der Jugendorganisation der DKP, forderten daraufhin aus der Menge heraus zu weiteren Aktionen am nächsten Tag auf, und zwischen dem 2. März und dem 15. März kam es an jedem Tag zu Blockadeaktionen und Demonstrationen mit teilweise mehreren Tausend Beteiligten.
Obwohl die Westfälische Rundschau in diesen Tagen von einem „Testfall für KP-Aktion im Ruhrgebiet“ sprach, gibt es keinen Hinweis auf Planung von Aktionen dieser Art durch die DKP. Allerdings waren im Dortmunder Aktionskomitee Roter Punkt vor allem Funktionäre der DKP und ihrer Jugendorganisation SDAJ als Wortführer erkennbar – aber die Bereitschaft zur Beteiligung an diesen Aktionen reichte weit über die kommunistischen Gruppierungen hinaus. Unter anderem beteiligten sich auch Belegschaftsangehörige der Dortmunder Stahlbetriebe an den Aktionen.
Als organisatorische Träger der Proteste werden in der Lokalpresse 13 Gruppierungen genannt. Nach Recherchen von Dietmar Kesten waren darunter:
- AStA der PH Dortmund
- Bezirksvorstand der Schüler-Mitverwaltung (SMV)
- Christliche Arbeiterjugend (CAJ)
- Deutsche Kommunistische Partei (DKP)
- Dortmunder Frauen in der Aktion Roter Punkt
- Evangelische Studierendengemeinde (ESG), Dortmund
- Initiativausschuss Roter Punkt, Leibniz-Gymnasium
- Marxistischer Studentenbund Spartakus (MSB)
- Sozialistische Deutsche Arbeiterjugend (SDAJ)
- Jungsozialisten in der SPD (mit Einschränkungen)

Mit Hilfe der Aktion Roter Punkt wurde versucht, bis zur Rücknahme der Fahrpreiserhöhung den Bus- und Straßenbahnverkehr durch Bildung von Fahrgemeinschaften und Anbieten von Mitfahrgelegenheiten zu ersetzen.
Maoistische Gruppen wie die KPD-ML waren an diesem Komitee nicht beteiligt, sondern stellten auf den Demonstrationen weitergehende Forderungen auf, insbesondere die nach einem Nulltarif bei öffentlichen Verkehrsmitteln.
In der zweiten Hälfte des März 1971 bröckelte die Teilnahme an den Demonstrationen ab. Am 5. April fand die letzte dokumentierte Demonstration statt. Der soziale Protest hatte keinen greifbaren Erfolg.

## Roter Punkt und Ton Steine Scherben
1971 brachte die Rockband Ton Steine Scherben eine Foliensingle mit dem Lied „Mensch Meier“ heraus, der sich mit den hohen Fahrpreisen der BVG beschäftigte. Auf der B-Seite befand sich das Stück „Nulltarif“, ein Zusammenschnitt von Interviews mit den Fahrgästen zu den Fahrpreiserhöhungen der BVG.
Auf der Rückseite dieser Single stand:
- Herr Blödke zahlt die neuen BVG-Preise. Mensch Meier fährt mit seinen Kollegen umsonst. Man fährt besser mit der BVG schwarz. Null Tarif! Die BVG-Preise wurden erhöht. Warum? Weil der Senat unser Geld nicht für uns ausgibt, sondern für Sachen, die uns nicht nutzen. Der Senat lügt uns vor, daß die BVG ein Defizit hätte, aber gerade soviel kostet die „Freiwillige Polizei-Reserve“. Für die Starfighter der Bundeswehr könnten wir in ganz Berlin 10 (zehn) Jahre umsonst fahren. Wir sollen zahlen, zahlen, zahlen, bis wir schwarz werden. Da fahren wir lieber gleich schwarz. Deshalb: Gar nicht zahlen - SCHWARZFAHREN!!!!!

## Aktion Roter Punkt in Hannover 1975
Aufgrund der am 1. April 1975 in Kraft getretenen Fahrpreiserhöhungen im Verkehrsverbund des Großraum-Verkehr Hannover kam es seit Jahresbeginn zu Protestaktionen. An Aktionen im April 1975 beteiligten sich zwei Pastoren im Talar. Dies führte zu Diskussionen in der Evangelisch-lutherischen Landeskirche Hannovers, Kirchengemeinden, politischen Parteien und der Presse und endete für die Pastoren mit einem offiziellen Verweis der kirchlichen Kammer für Amtszucht.

## Filmographie
- Thomas Garzke (Kamera, Schnitt, Produktion): Rote-Punkt-Aktion in Hannover, 1969 (= DVD-Edition „Hannover-Filme“), zweite Auflage, DVD (5 Minuten) mit einem Einleger und einem Kommentar von Heinz Koberg, hrsg. von der Gesellschaft für Filmstudien, 2012